# Evergestis plumbofascialis
Evergestis plumbofascialis is een vlinder uit de familie grasmotten (Crambidae). De wetenschappelijke naam is voor het eerst gepubliceerd in 1894 door Émile Louis Ragonot.
De soort komt voor in Spanje.